# Arpheuilles-Saint-Priest
Arpheuilles-Saint-Priest – miejscowość i gmina we Francji, w regionie Owernia-Rodan-Alpy, w departamencie Allier.

## Demografia
Według danych na rok 1990 gminę zamieszkiwały 334 osoby, a gęstość zaludnienia wynosiła 17 osób/km². W styczniu 2015 r. Arpheuilles-Saint-Priest zamieszkiwały 362 osoby, przy gęstości zaludnienia wynoszącej 18,4 osób/km².